# Herminie Cadolle
Eugénie conocida como Herminie Cadolle, nacida Eugénie Sardon el 17 de agosto de 1842 en Beaugency (Loiret) y muerta el 8 de enero de 1924 en Saint-Cloud, fue miembro de la Comuna de París, miembro de la Union des femmes pour la défense de Paris et les soins aux blessés (Unión de Mujeres para la Defensa de París y el Cuidado de los Heridos) y se unió a las mujeres en la Comuna de París en 1871. Luego se convirtió en diseñadora de una casa de lencería en Buenos Aires y luego en París, y la diseñadora del primer sujetador "moderno"(1889), llamado en ese momento"corselet-sujetador" o "sostén".

## Biografía
Eugénie Sardon nació el 17 de agosto de 1842 a las 17 h en Beaugency. Era hija de un techador. El 15 de mayo de 1860, se casó en Beaugency con Ernest Philippe Cadolle. Al año siguiente, tuvieron su único hijo, Alcide Ernest. La pareja posteriormente se trasladó a París. Allí trabaja como obrera, realizando corsés. Durante la Comuna de París de 1871, participó en uno de los primeros movimientos que se proclamaron feministas, la Unión de Mujeres para la Defensa de París y el Cuidado de los Heridos, y se hizo amiga de Louise Michel. Al final de la insurrección, fue arrestada y encarcelada en Rouen y liberada seis meses después. Su esposo, pintor de casas, alistado en la Guardia Nacional durante la Comuna, fue condenado a dos años de prisión.
En los años siguientes, se involucró en un comité de apoyo a los deportados de la Comuna, el comité socialista revolucionario, del que era tesorera. El 10 de noviembre de 1880, en la estación Saint-Lazare de París, fue una de las personalidades y amigas que dieron la bienvenida a Louise Michel, que regresaba de su deportación en Nueva Caledonia, con Henri Rochefort, Georges Clemenceau, Louis Blanc, Clovis Hugues, Nathalie Lemel, Hubertine Auclert y Olympe Audouard, entre una multitud de simpatizantes. “Sostenida por dos amigas, la ciudadana Cadolle y la ciudadana Ferré, Louise Michel camina, en garras de una violenta emoción”, escribe el periodista de Le Figaro observando esta bienvenida. El 28 de febrero de 1882 , sigue junto a Louise Michel, Henri Rochefort, Clovis Hugues y Hubertine Auclert, en el funeral de Marie Ferré, en Levallois-Perret. En 1883, llegó a ver encarcelada a Louise Michel tras una manifestación que degeneró en disturbios. Su hijo Alcide es él mismo un activista dentro del movimiento socialista. Dos personalidades de izquierda, ex comuneros, Benoît Malon y el diputado del Sena Zéphyrin Camélinat, fueron testigos de su matrimonio, el 28 de octubre de 1886, con Marie-Gabrielle Lagoutte.

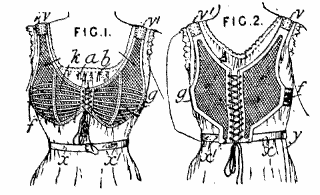
Corset Le Bien-être (detalle de la patente).

Decide abandonar Francia a principios de 1887 y se instala en Argentina, abriendo una tienda de lencería en Buenos Aires. Se le ocurrió la idea de cortar el corsé por la mitad para liberar el cuerpo, agregar un marco, y así creó el corselet-bra, o sostén, un invento que le valió ser considerada como la creadora del primer sujetador moderno.  Vuelve a Francia para presentar sus creaciones en la Exposición Universal de 1889. Presentó una patente sobre el corselet de cuello en 1898. Luego participó en la Exposición Universal de 1900 en París. En 1910 decide crear un taller y una tienda en el número 24 de la rue de la Chaussée-d'Antin, y confía este lugar parisino a su nuera Marie.

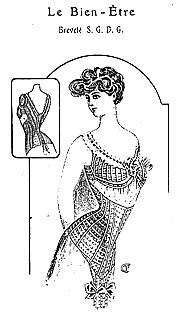
Corset Le Bien-être (ilustración publicitaria).

En 1910, fundó la Maison Cadolle (que, durante su vida, llegará a emplear a casi 200 trabajadores), empresa familiar que todavía existe desde hace seis generaciones.
Vuelve a instalarse en Francia. Tres de sus nietos se alistaron en el ejército francés en la guerra de 1914-1918 . Uno de los tres murió a causa de sus heridas el 2 de agosto de 1916. Ella muere el 8 de enero de 1924 en Saint-Cloud. Su nuera también murió el 18 de enero de 1936.

## Reconocimientos
Existe una calle Herminie Cadolle en su memoria en Le Haillan (33185).